# Florence Alix-Gravellier
Florence Alix-Gravellier (* 23. Januar 1979 in Bordeaux als Florence Gravellier) ist eine ehemalige französische Rollstuhltennisspielerin.

## Karriere
Florence Alix-Gravellier begann im Alter von 17 Jahren mit dem Rollstuhltennis und startete in der Klasse der Paraplegiker.
Sie nahm an zwei Paralympischen Spielen teil. 2004 in Athen scheiterte sie im Einzel im Halbfinale an Esther Vergeer. Im anschließenden Spiel um Bronze verlor sie gegen Daniela Di Toro. Im Doppel schied sie im Viertelfinale aus. Bei den Spielen 2008 erreichte sie im Einzel erneut das Halbfinale, das sie gegen Korie Homan verlor. Das Spiel um Bronze gewann sie gegen Jiske Griffioen mit 6:3, 6:4. In der Doppelkonkurrenz scheiterte sie mit Arlette Racineux ebenfalls im Halbfinale an Korie Homan und Sharon Walraven. Die Partie um Bronze gewannen sie anschließenden gegen Beth Arnoult und Kaitlyn Verfuerth.
Beim Wheelchair Tennis Masters stand sie 2005 im Finale der Einzelkonkurrenz, das sie gegen Esther Vergeer verlor. Im Doppel erreichte sie 2005 und 2008 das Finale, dabei war 2005 Maaike Smit ihre Partnerin, 2008 Lucy Shuker. Beide Male unterlagen sie Jiske Griffioen und Esther Vergeer. Bei Grand-Slam-Turnieren feierte sie 2005 mit Maaike Smit und 2010 mit Aniek van Koot den Titelgewinn in der Doppelkonkurrenz der Australian Open.
In der Weltrangliste erreichte Florence Alix-Gravellier ihre höchsten Platzierungen im Einzel mit Rang zwei am 13. Februar 2006 und im Doppel mit der Spitzenposition am 17. Oktober 2005. Nach den US Open 2010 beendete sie ihre Karriere.